# Leptodactylus guianensis
Leptodactylus guianensis es una especie de anfibio anuro de la familia Leptodactylidae.

## Distribución geográfica
Esta especie se encuentra en:
- Brasil en el estado de Roraima;
- Guyana;
- Surinam;
- Venezuela en el estado de Bolívar.[2]

## Descripción
Leptodactylus guianensis mide de 78 a 110 mm para los machos y de 66 a 110 mm para las hembras.

## Taxonomía
Esta especie se ha confundido durante mucho tiempo con Leptodactylus insularum y Leptodactylus bolivianus.

## Etimología
El nombre de la especie está compuesto de guian[a] y del sufijo latino -ensis que significa "que vive, que habita", y se le ha dado en referencia a su distribución ubicado en gran medida en el Escudo guayanés.

## Publicación original
- Heyer & de Sá, 2011: Variation, systematics, and relationships of the Leptodactylus bolivianus complex (Amphibia: Anura: Leptodactylidae). Smithsonian Contrib Zoology, n.º 635, p. 1-58[3]